# Liste der Kulturdenkmäler in Eisenschmitt
In der Liste der Kulturdenkmäler in Eisenschmitt sind alle Kulturdenkmäler der rheinland-pfälzischen Ortsgemeinde Eisenschmitt aufgeführt. Grundlage ist die Denkmalliste des Landes Rheinland-Pfalz (Stand: 10. August 2023).

## Einzeldenkmäler
| Bezeichnung                           | Lage                                                   | Baujahr                    | Beschreibung | Bild            |
| ------------------------------------- | ------------------------------------------------------ | -------------------------- | --- | --------------- |
| Portal                                | An der Kirche, an Nr. 3 Lage                           | 1692                       | barocker Eingang, bezeichnet 1692 | BW              |
| Portal                                | An der Kirche, an Nr. 6 Lage                           | 1687                       | barocker Eingang, bezeichnet 1687 | BW              |
| Katholische Pfarrkirche St. Servatius | An der Kirche 10 Lage                                  | 1785                       | Saalbau, 1785, 1840 verlängert und Westturm erhöht; barockes Schaftkreuz, Rotsandstein | BW              |
| Kriegerdenkmal                        | An der Kirche, bei Nr. 10 Lage                         | 20. Jahrhundert            | Kriegerdenkmal 1914/18 | BW              |
| Wohnhaus                              | Burgstraße, zu Nr. 12 Lage                             | 1834                       | Wohnhaus mit nachbarockem Oberlichteingang, bezeichnet 1834 | BW              |
| Wohnhaus                              | Burgstraße 16 Lage                                     | 1750                       | Wohnhaus mit aufwendigem Rokoko-Oberlichteingang, bezeichnet 1750 | BW              |
| Wohnhaus                              | Hauptstraße 16 Lage                                    | 18. Jahrhundert            | dreigeschossiger Krüppelwalmdachbau, polygonaler Treppenturm, 18. Jahrhundert, im Kern eventuell älter | BW              |
| Kreuze                                | Himmeroder Straße, auf dem Friedhof Lage               | 18. Jahrhundert            | Schaftkreuz in barocker Tradition, nach 1945 Teil des Kriegerdenkmals; steinernes Kruzifix, 18. Jahrhundert | BW              |
| Quereinhaus                           | Himmeroder Straße 18 Lage                              | um 1800                    | Quereinhaus, reliefierter Oberlichteingang, um 1800 | BW              |
| Wohnhaus                              | Himmeroder Straße 22/24 Lage                           | um 1920/30                 | Lehrerwohnhaus; Walmdachbau, um 1920/30 | BW              |
| Wohnhaus                              | Manderscheider Straße 2 Lage                           | Mitte des 19. Jahrhunderts | Wohnhaus einer Hofanlage; spätklassizistischer Putzbau, nach der Mitte des 19. Jahrhunderts | BW              |
| Haus Bergfeld                         | nordwestlich des Ortes im Wald (Haus Bergfeld 12) Lage | um 1900                    | herrschaftliches Anwesen in parkartiger Umgebung; Bruchstein-Hauptgebäude, wohl um 1900 | Fotos hochladen |
| Eichelhütte                           | südöstlich des Ortes (Eichelhütte 1–3) Lage            | 1749                       | Wohn- und Verwaltungshaus (Nr. 1): barocker Mansarddachbau, 1749; ehemaliger Park mit Nebengebäude; ehemaliges Wirtschaftsgebäude (jetzt Wohnhaus, Nr. 2 und 3): langgestreckter Krüppelwalmdachbau; Gesamtanlage | BW              |

## Ehemalige Kulturdenkmäler
| Bezeichnung | Lage                      | Baujahr    | Beschreibung | Bild |
| ----------- | ------------------------- | ---------- | --- | ---- |
| Schulhaus   | Himmeroder Straße 26 Lage | um 1920/30 | ehemalige Schule; kubischer Walmdachbau, Reformarchitektur; Arkadengang zu eingeschossigem Nebenbau, um 1920/30; Schule und Nebengebäude vor 2009 abgebrannt | BW   |